# Karahallı
Karahallı est une ville et un district de la province d'Uşak dans la région égéenne en Turquie.